# Rrashbull
Rrashbull är en kommundel och tidigare kommun i Albanien.   Den ligger i Durrës prefektur i den centrala delen av landet, 24 km väster om huvudstaden Tirana.
Runt Rrashbull är det tätbefolkat, med 331 invånare per kvadratkilometer.